# Pingasa chlora
Pingasa chlora är en fjärilsart som beskrevs av Stoll. Pingasa chlora ingår i släktet Pingasa och familjen mätare. Inga underarter finns listade i Catalogue of Life.

## Bildgalleri

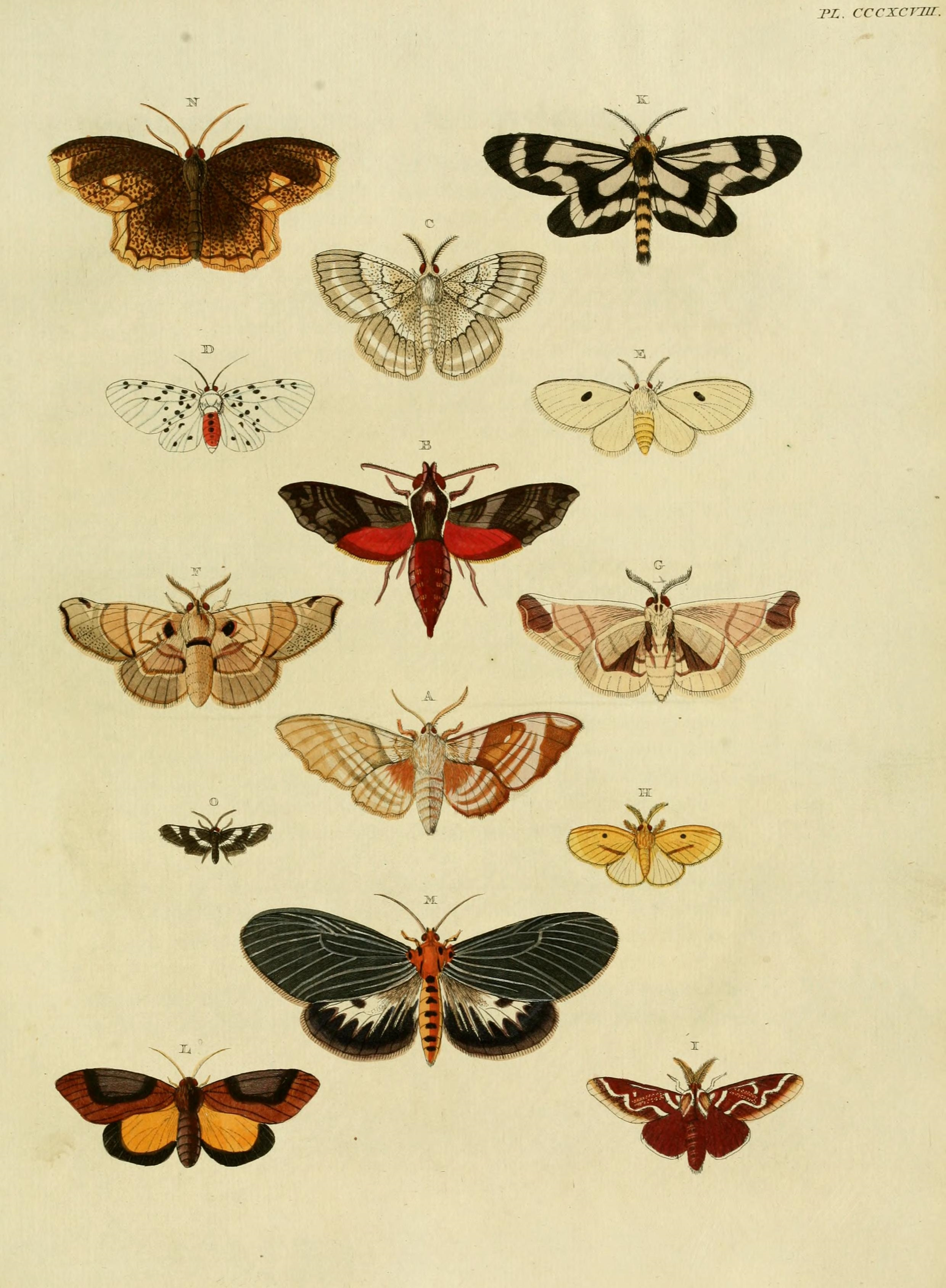
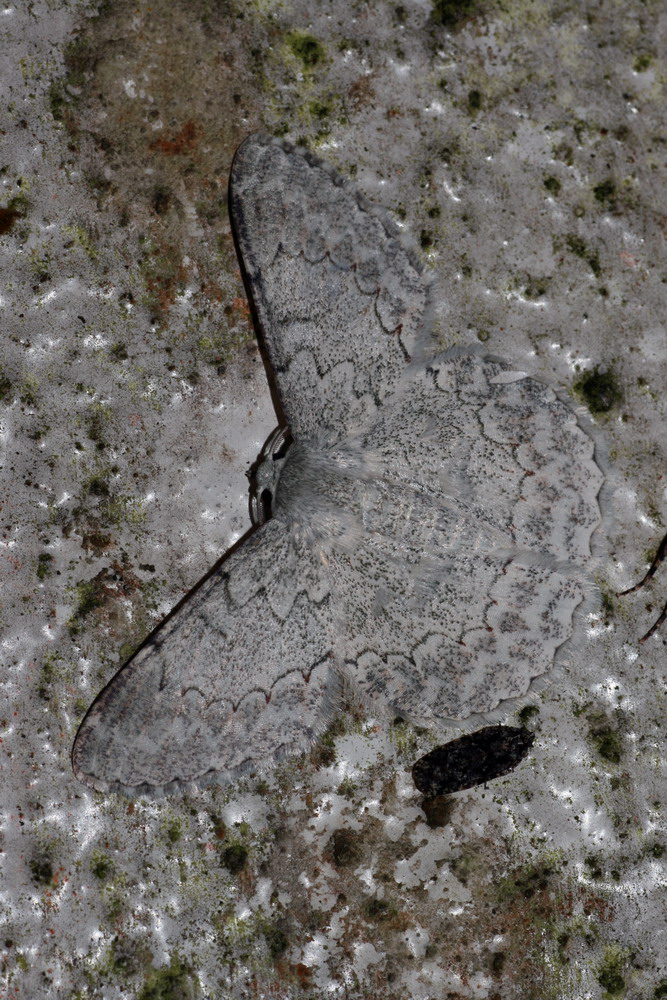